# 那須七騎
那須七騎（なすしちき）は、下野国の那須氏を中心とした武家連合組織。那須七党とも。

## 概要
主家の那須氏の他、一族の蘆野氏・伊王野氏・千本氏・福原氏、重臣の大関氏・大田原氏の七家からなる。
主に室町時代から戦国時代にかけて活躍した。それぞれ非常に独立性が強く、しばしば主家の那須氏に背く事もあった。
江戸時代は那須衆として幕府に仕えた。